# Thysanophrys armata
Thysanophrys armata är en fiskart som först beskrevs av Fowler, 1938.  Thysanophrys armata ingår i släktet Thysanophrys och familjen Platycephalidae. Inga underarter finns listade i Catalogue of Life.